# Csorvás
Csorvás è una città dell'Ungheria di 5 738 abitanti (dati 2009). È situata nella contea di Békés. 

## Società

### Evoluzione demografica
Secondo i dati del censimento 2001 il 96,4% degli abitanti è di etnia ungherese.